# Seoci (Pozsega)
Seoci falu Horvátországban, Pozsega-Szlavónia megyében. Közigazgatásilag Pozsegához tartozik.

## Fekvése
Pozsegától 3 km-re délre, a Pozsegai-hegység északi lejtőin fekszik.

## Története
A település már a középkorban is létezett, 1443-ban „Zelche” említi először írásos dokumentum. Pozsega várának uradalmához tartozott. A török uralom idején horvát katolikusok lakták, de a település a török kiűzése után nem sokkal elnéptelenedett. A 18. században a Pozsegai-medence más településeiről települt be újra. 1702-ben 13, 1760-ban 14 ház állt a településen.
Az első katonai felmérés térképén „Dorf Szelczi” néven látható. Lipszky János 1808-ban Budán kiadott repertóriumában „Szelczi” néven szerepel. Nagy Lajos 1829-ben kiadott művében „Selczi” néven 20 házzal, 194 katolikus vallású lakossal találjuk.
Laze településnek 1857-ben 223, 1910-ben 271 lakosa volt. 1910-ben a népszámlálás adatai szerint teljes lakossága horvát anyanyelvű volt. Pozsega vármegye Pozsegai járásának része volt. Az első világháború után 1918-ban az új szerb-horvát-szlovén állam, majd később (1929-ben) Jugoszlávia része lett. 1991-ben lakosságának 94%-a horvát, 4%-a szerb nemzetiségű volt. A településnek 2011-ben 108 lakosa volt.

## Lakossága
| Lakosság változása | Lakosság változása | Lakosság változása | Lakosság változása | Lakosság változása | Lakosság változása | Lakosság változása | Lakosság változása | Lakosság változása | Lakosság változása | Lakosság változása | Lakosság változása | Lakosság változása | Lakosság változása | Lakosság változása | Lakosság változása |
| ------------------ | ------------------ | ------------------ | ------------------ | ------------------ | ------------------ | ------------------ | ------------------ | ------------------ | ------------------ | ------------------ | ------------------ | ------------------ | ------------------ | ------------------ | ------------------ |
| 1857               | 1869               | 1880               | 1890               | 1900               | 1910               | 1921               | 1931               | 1948               | 1953               | 1961               | 1971               | 1981               | 1991               | 2001               | 2011               |
| 223                | 235                | 211                | 245                | 281                | 271                | 246                | 249                | 267                | 262                | 237                | 162                | 127                | 108                | 94                 | 108                |